# Мельниченко Ірина Андріївна
Іри́на Андрі́ївна Мельниче́нко (нар. 18 квітня 1944, Київ) — українська співачка (сопрано), концертмейстер, диригент і композитор.

## Життєпис
Народилася 18 квітня 1944 року в місті Києві (нині Україна). 1967 року закінчила Київську консерваторію, де навчалася у класі диригування Ігоря Поляруша та класі фортепіано Кіри Шамаєвої. Одночасно протягом 1966—1967 років працювала в капелі «Думка».
З 1968 року — солістка; з 1992 року — хормейстер Заслуженого академічного українського народного хору імені Григорія Верьовки.

## Творчість
Авторка аранжувань та обробок українських народних пісень: 
- для мішаного хору: «Пісня про Батьківщину», «Прапор України»;
- для фортепіано: «Щедрівочка», 4 Сонети, «Спомин», на слова Лесі Українки «Вечірня пісня», «Гетьте, думи, ви хмари осінні!»;
- для жіночого хору та оркестру: «Хатина мого дитинства»;
- для жіночого хору: «Під дубиною під зеленою», «Ой упав сніжок», «Коло мої хати», «Летить галка через балку», «Ой журавко, журавко», «Цвіте терен», «Іванко, Іванко»;
- для чоловічого хору: «Ой у полі жито», «Стоїть гора високая», «Ой у лузі калина».

Разом із колективом гастролювала у 63-х країнах світу.

## Відзнаки
- заслужений артист Української РСР (1975);
- заслужений діяч мистецтв України (1995)[1];
- лауреат Всеукраїнської літературно-мистецької премії «Київська книга року» (2023; за книгу: «Непереспівана мелодія душі»)[2].